# Sarah Cowburn
Sarah Cowburn (ur. 1 lutego 1989 r. w Redditch) – brytyjska wioślarka.

## Osiągnięcia
- Mistrzostwa Świata – Poznań 2009 – czwórka podwójna – 5. miejsce[1].